# Marek Winiarczyk
Marek Winiarczyk (ur. 30 czerwca 1947 we Wrocławiu) – polski filolog klasyczny, profesor, badacz religii greckiej i filozofii antycznej.

## Życiorys
W latach 1965–1970 studiował filologię klasyczną na Uniwersytecie Wrocławskim. Był uczniem profesora Jerzego Łanowskiego. W okresie od 1969 do 1973 pracował w Oddziale Starych Druków Biblioteki Uniwersyteckiej we Wrocławiu, a następnie w Studium Języków Obcych Uniwersytetu Wrocławskiego. W 1976 roku uzyskał stopień doktora w Instytucie Filologii Klasycznej Uniwersytetu Wrocławskiego na podstawie pracy Diagoras z Melos – prawda i legenda. Monografia, testimonia, fragmenty. W 1981 roku został docentem. Habilitował się w 1982 roku po przedstawieniu rozprawy Diagorae Melii et Theodori Cyrenaei reliquiae. W 1993 roku został profesorem nadzwyczajnym, a w 2003 tenże tytuł naukowy zostaje mu nadany przez Prezydenta Rzeczypospolitej Polskiej. Aktualnie jest pracownikiem Zakładu Historii Starożytnej w Instytucie Historycznym Uniwersytetu Wrocławskiego. Marek Winiarczyk jest członkiem Polskiego Towarzystwa Filologicznego, Polskiego Towarzystwa Historycznego oraz Wrocławskiego Towarzystwa Naukowego, gdzie w latach 1991–1993 był sekretarzem Wydziału I oraz sekretarzem Wydziału II w latach 1997–2001.

## Zainteresowania i dorobek naukowy
Dorobek naukowy Marka Winiarczyka jest bogaty i różnorodny tematycznie, m.in. zajmuje się on:
- problematyką ateizmu i utopii w starożytności,
- filozofią antyczną (przede wszystkim presokratycy, sofistyka, Sokrates i szkoły sokratyczne, stoicyzm, epikureizm),
- religiami w świecie grecko-rzymskim (funkcjonowanie religii w polis, mit, misteria, orfizm, kult władców, apoteoza Heraklesa),
- kontaktami grecko-indyjskimi w epoce klasycznej i hellenistycznej (m.in. Indika Ktezjasza i Megastenesa, spotkaniem Onesikritosa i Aristobulosa z mędrcami indyjskimi w Pendżabie, spotkaniem Aleksandra Wielkiego z braminami, gymnosofistą Kalanosem),
- dalszymi losami kultury greckiej w świecie islamu (m.in. problemem tłumaczeń dzieł greckich na język arabski, wpływem filozofii i nauki greckiej na Arabów, tłumaczeniem dzieł arabskich na łacinę w Europie średniowiecznej),
- łacińską epigrafiką nowożytną (zasadami edytorskimi inskrypcji łacińskich, skrótami łacińskimi występującymi w inskrypcjach),
- edycją fragmentów tekstów twórców antycznych[2].

Dorobek ten, w większości, został opublikowany w językach obcych, zwłaszcza niemieckim, w renomowanych zagranicznych czasopismach (m.in. Rheinische Museum für Philologie, Philologus) i wydawnictwach naukowych (m.in. K. G. Saur Verlag). Marek Winiarczyk przebywał wielokrotnie na stypendiach zagranicznych, m.in. w Rzymie jako stypendysta Rządu Włoskiego, a następnie Fundacji Lanckorońskich oraz w Atenach, gdzie był członkiem The American School of Classical Studies at Athens jako stypendysta Fundacji Mellona. Ponadto w 1993 i 1998 roku był on członkiem Institute of Classical Studies w Londynie, a w latach 1994, 1998, 2000 przebywał na zaproszenie Fondation Hardt pour l'Étude de l'Antiquité Classique w Vandoeuvres, w Szwajcarii. Utrzymuje on indywidualne kontakty naukowe z licznymi wybitnymi uczonymi w Austrii, Niemczech, Szwajcarii, Szwecji, Włoszech i USA. Jest pierwszym polskim uczonym, który podjął się opracowania krytycznych edycji testimoniów, poprzez co wpisał się w dokonania nauki polskiej oraz w krąg światowych znawców literatury przedmiotu. Jego prace edytorskie można uznać za trwały wkład do nauk o starożytności w skali europejskiej i światowej. Jest uznanym i cenionym na świecie badaczem, czego dowodzi m.in. zamieszczenie jego biogramu w Who’s Who in the World 2002, jak i to, że jest cytowany w najbardziej prestiżowych słownikach i encyklopediach. Ponadto za działalność naukową i dydaktyczno-wychowawczą Marek Winiarczyk otrzymał kilka nagród Rektora Uniwersytetu Wrocławskiego.

## Publikacje
- Der erste Atheistenkatalog des Kleitomachos, Philologus 120, 1976, s. 32–46.
- Skróty łacińskie w książkach drukowanych. Z dodatkiem skrótów greckich, Wrocław 1977.
- Diagoras von Melos-Wahrheit und Legende, Eos 67, 1979, s. 191–213 (część pierwsza) i Eos 68, 1980, s. 51–75 (część druga).
- Diagorae Melii et Theodori Cyrenaei reliquiae, Leipzig 1981 (Bibliotheca Teubneriana).
- Theodoros ὁ Ἄθεος, Philologus 125, 1981, s. 64–94.
- War galt im Altertum als Atheist?, Philologus 128, 1984, s. 157–183.
- Methodisches zum antiken Atheismus, RhM 133, 1990, s. 1–15.
- Euhemeri Messenii reliquiae, Stutgardiae et Lipsiae 1991 (Bibliotheca Teubneriana).
- Antike Bezeichnungen der Gottlosigkeit und das Atheismus, RhM 135, 1992, s. 216–225.
- Bibliographie zum antiken Atheismus. 17. Jahrhundrets-1990, Bonn 1994.
- Ennius’ Euhemerus sive Sacra historia, RhM 137, 1994, s. 274–291.
- Sigla latina in libris impressis occurrentia cum siglorum graecorum appendice, Wratislaviae 1995.
- Misteria antyczne w ujęciu Waltera Burkerta, Meander 51, 1996, s. 119–136.
- Nowe wydania fragmentów Posejdoniosa, Meander 51, 1996, s. 262–263.
- Das Werk des Jambulos. Forschungsgeschichte (1550–1988) und Interpretationsversuch, RhM 140, 1997, s. 128–153.
- Mit w Grecji antycznej, Meander 52, 1997, s. 280–289.
- Międzynarodowe seminarium poświęcone fragmentom filozofów greckich (Ascona 22-27 IX 1996), Meander 53, 1998.
- Templum Triphylii Iovis na wyspie Panchaia w utworze Hiera Anagraphe Euhemera z Messeny, Eos 86, 1999, s. 70–72.
- Starożytność klasyczna i chrześcijaństwo antyczne – wzajemne kontakty obydwu dyscyplin oraz ich stosunek do religioznawstwa, Meander 54, 1999, s. 417–435.
- Śmierć i apoteoza Heraklesa, Meander 54, 1999.
- La mort et l'apothéose d'Héracles, Wiener Studien 113, 2000, s. 13–29.
- Wpływ Bliskiego Wschodu na kulturę Grecji archaicznej (750-650 r. przed Chr.), Meander 56, 2001, s. 15–40.
- Religia polis greckiej, Meander 56, 2001, s. 181–198.
- Gesellschafts- und Wirtschaftsordnung in der Hiera Anagraphe des Euhemeros von Messene, Wiener Studien 115, 2002, s. 127–144.
- Utopia antyczna. Zarys problematyki, Meander 57, 2002, s. 233–254.
- Euhemeros von Messene. Leben, Werk, und Nachtwirkung, Stuttgart-Leipzig 2002 (Beiträge zur Altertumskunde 157).
- Abkürzungen aus Personalschriften des XVI. bis XVIII. Jahrhunderts, bearb. von Rudolf Lenz, Uwe Bredehorn, Marek Winiarczyk, Stuttgart 32002 (Marburger Personalschriften-Forschungen 35).
- Euhemeryzm w świecie antycznym, Meander 58, 2003, s. 281–303.
- Meropida (Meropis gē) Teopompa. Historia badań (1841-2000) i próba interpretacji, Meander 60, 2005, s. 300–314.
- O Hyperborejczykach Hekatajosa z Abdery: Stan badań (1848-2005) i próba interpretacji, Meander 61, 2006, s. 29–55.
- Das Werk Peri Hyperboreon des Hekataios von Abdera (FgrHist 264 F 7-14). Forschungsgeschichte (1848-2006) und Interpretationsversuch, Eos 93, 2006, s. 26–54.
- Das Werk Die Erziehung Alexanders des Onesikritos von Astypalaia (FgrHist 134 F 1-39). Forschungsstand (1832-2005) und Interpretationsversuch, Eos 94, 2007, s. 197–250.